# Cabra
|  | Per a altres significats, vegeu «Cabra (desambiguació)». |

La cabra domèstica (Capra aegagrus hircus) és una subespècie de cabra provinent de la domesticació de la cabra salvatge asiàtica al sud-oest d'Àsia i Europa oriental. La cabra pertany a la subfamília Caprinae (com les ovelles), de la família Bovidae. Hi ha més de 300 races diferents de cabres.
La cabra va ser una de les espècies que abans es van domesticar, i s'han utilitzat per la seva llet, la seva carn, el pèl i la pell a gairebé arreu del món.
El 2011 hi havia més de 924 milions de cabres vives a tot el món, segons la FAO.

## Etimologia i terminologia
Cabra prové del llatí Capra. El boc és el mascle de la cabra, i també se l'anomena cabró. Les cries de les cabres s'anomenen cabrits i cabrides. Les cabres joves també s'anomenen segalles (fem.) o segalls (masc.). Un crestó o crestat és un boc castrat.
Del conjunt de les cabres se'n diu bestiar cabriu, bestiar caprí, o simplement el cabrum.

## Història de la domesticació

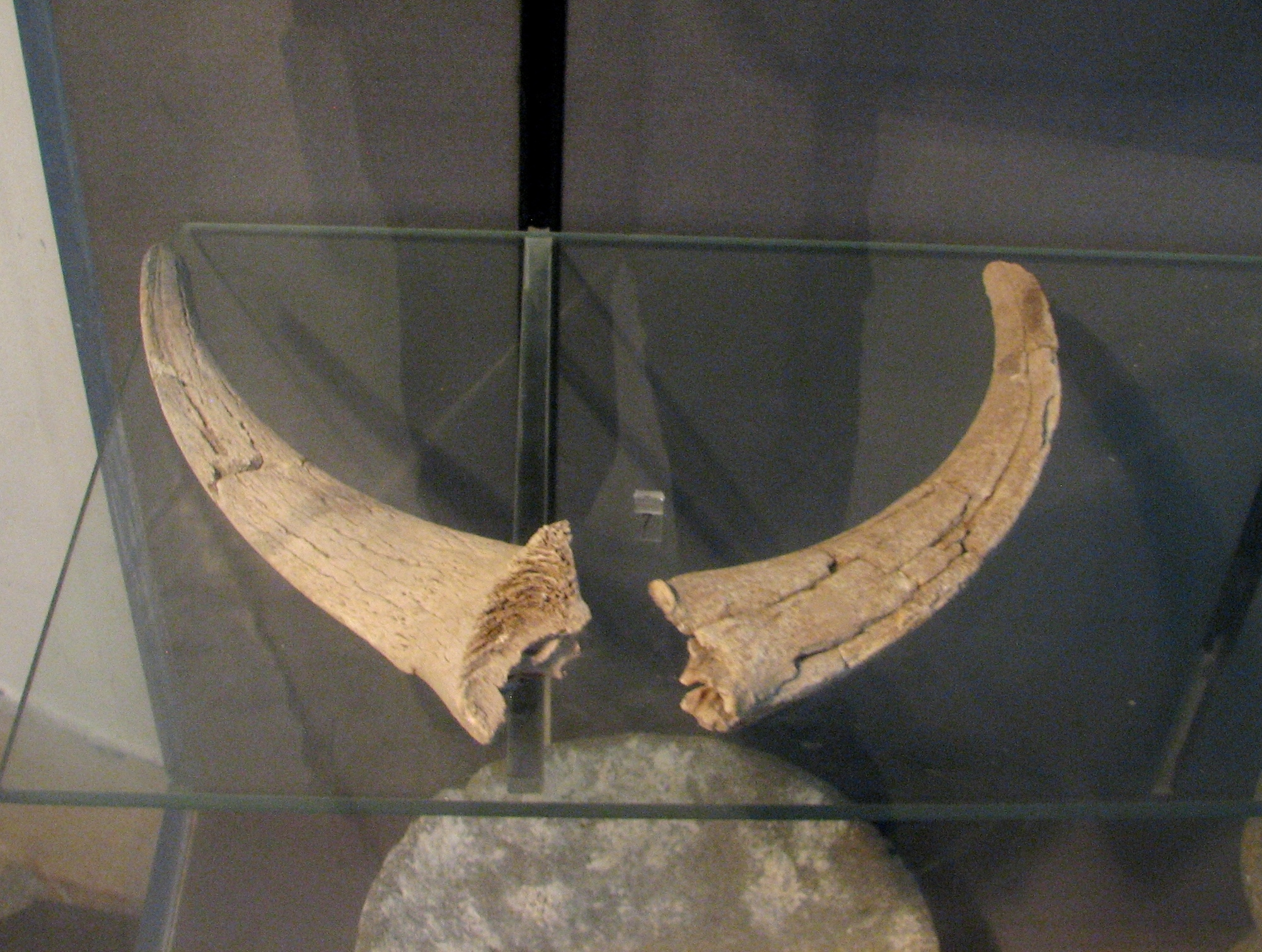
Ossos de banya de cabra, al poblat neolític de Atlit Yam, Israel

La cabra fou un dels primers animals domesticats per l'home.
Es creu que la domesticació de la cabra tingué lloc per primera vegada a les zones altes de les muntanyes Zagros (entre els actuals Iran i Iraq) fa uns 9.000 anys, i després s'estengué a altres zones. Anàlisis genètiques recents
 confirmen l'evidència arqueològica que l'íbex o cabra salvatge de les muntanyes Zagros (Iran) és l'origen probable de gairebé totes les cabres domèstiques actuals.
Els agricultors del Neolític van començar a fer pasturar cabres salvatges per tenir més fàcil accés a la llet i la carn, principalment, així com per la seva femta, utilitzada com a combustible, i els seus ossos, pèl, tendons i pell per a roba, construcció i eines. La restes més antigues de cabres domesticades, de fa 10.000 anys, es troben al jaciment neolític de Ganj Dareh, a l'Iran. També s'han trobat restes de cabres a jaciments arqueològics a Jericó, Txoga Mami, el Complex Arqueològic Bactria–Margiana i Çayönü, que permeten datar la domesticació de cabres a l'Àsia occidental entre fa 8.000 i 9.000 anys. Els estudis de les mostres d'ADN suggereixen datar la domesticació a fa uns 10.000 anys
Històricament, la pell de cabra s'ha utilitzat per a fer bots d'aigua i vi, usats tant en viatges com en el transport de vi per a la venda. També s'ha utilitzat per fabricar pergamí.

## Anatomia i salut

### Anatomia
Les cabres es consideren petits animals de granja, en comparació amb animals més grossos, com vaques, camells i cavalls, però més grossos que els animals de granja més petits, com ara l'aviram, conills i abelles. Cada raça reconeguda de cabres té intervals de pesos específics, que poden variar des dels més de 140 kg dels bocs de les races més grosses, com la Boer, fins als 20 a 27 kg de les femelles de les races més petites. Dins de cada raça, diferents estirps o línies de sang poden tenir també diferents mides. A la part inferior de la gamma de mides hi ha les anomenades races miniatura, com ara la Pigmea Africana, els adults de la qual mesuren només 41-58 cm a l'espatlla.
La majoria de les cabres tenen, de manera natural, dues banyes, de diverses formes i mides depenent de la raça. Les cabres solen tenir banyes llevat que siguin motxes (és a dir, genèticament sense banyes) o que se'ls hagin eliminat, normalment poc després de néixer. S'han donat casos de cabres policerades (que tenen fins a vuit banyes), encara que això és una raresa genètica probablement heretada. Les banyes se solen eliminar en els ramats de cabres lleteres per a reduir les lesions a les persones i altres cabres. A diferència dels bovins, encara no s'ha pogut obtenir una raça genèticament motxa, ja que els gens que determinen el sexe i els que determinen les banyes estan estretament lligats. L'encreuament de cabres motxes es tradueix en un elevat nombre de cries intersexuals, que solen ser estèrils. Les banyes són d'os viu envoltat de queratina i altres proteïnes, i les utilitzen per a la defensa, el domini jeràrquic i la territorialitat.
Les cabres són remugants. Tenen un estómac amb quatre cambres: el rumen, el reticle, l'omàsum i l'abomàsum. Igual que altres remugants mamífers són artiodàctils (tenen unglots parells). Les femelles tenen un braguer que consta de dues mamelles, en contrast amb els bovins, que en tenen quatre. Una excepció a això és la cabra Boer, que pot arribar a tenir fins a vuit mamelles.

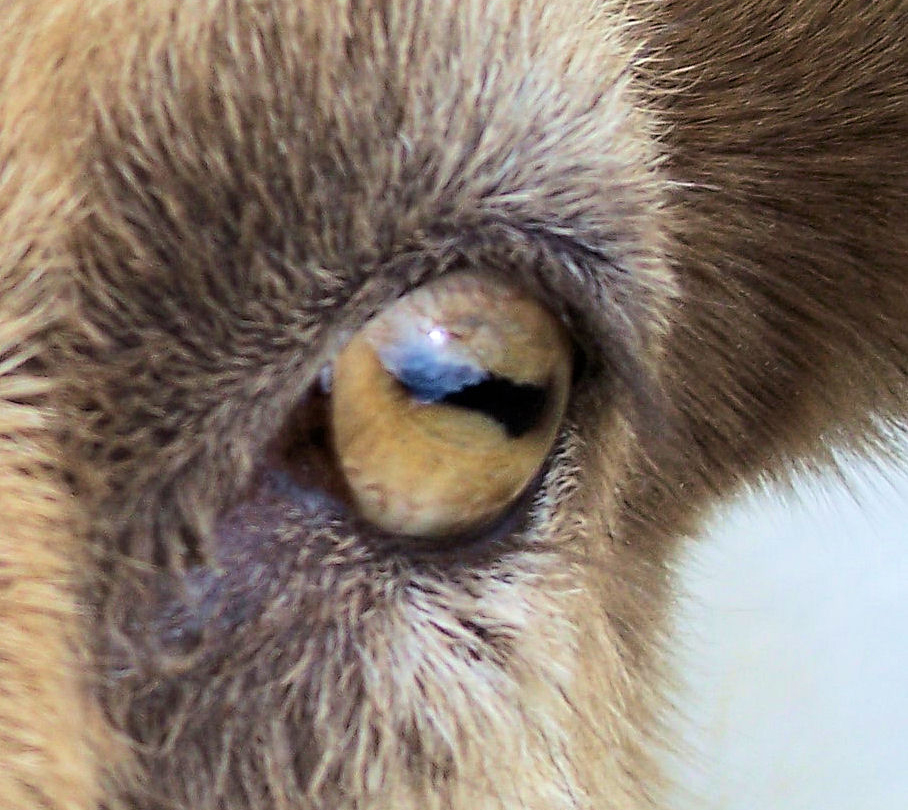
Ull amb la pupil·la horitzontal

Les cabres tenen les pupil·les horitzontals i en forma de fenedura. Com que els iris dels ulls de les cabres solen ser pàl·lids, les seves pupil·les contrasten més clarament que en animals com vaques, cérvols, la majoria dels cavalls i moltes ovelles, en els quals les pupil·les igualment horitzontals queden difuminades en un iris i escleròtica foscos. Aquesta adaptació permet a les cabres veure-hi almenys 320 graus al voltant del cap i sense angle mort davant dels ulls.
Tant les cabres femelles com els mascles (bocs) tenen barba, i molts tipus de cabra (sobretot les races lleteres, les Boer creuades amb lleteres i les cabres pigmees) poden tenir dos barballons, un penjant de cada costat del coll.
Algunes races d'ovelles i cabres tenen un aspecte similar, però en general es poden diferenciar perquè les cues de les cabres són curtes i normalment apunten cap amunt, mentre que les cues de les ovelles pengen i són generalment més llargues i més grosses, tot i que en alguns casos, com en les ovelles de cua curta del nord d'Europa, són curtes, o bé han estat escuades.

### Reproducció

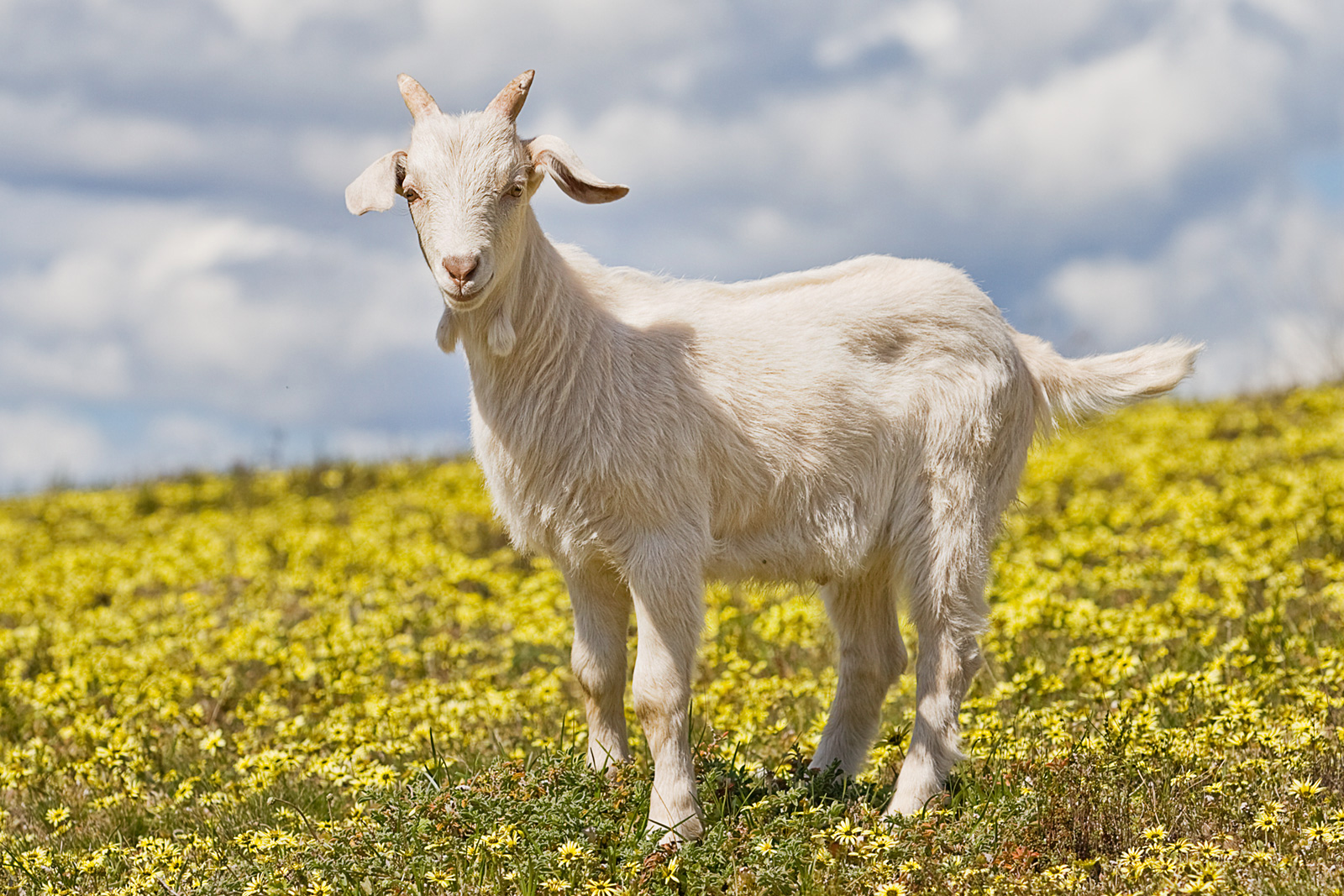
Una cabrida de dos mesos en un camp dArctotheca calendula

Les cabres arriben a la pubertat entre els tres i quinze mesos d'edat, depenent de la raça i l'estat nutricional. Molts criadors prefereixen ajornar el primer cobriment fins que la femella ha arribat al 70% del pes adult. No obstant això, la separació de les femelles joves que això comporta no sol ser possible en ramats amb gestió extensiva i moviment lliure.
En climes temperats i en races alpines, l'època de cobriments comença quan la longitud del dia s'escurça, i acaba a tot tardar a principis de primavera. A les regions equatorials, les cabres poden cobrir-se durant tot l'any. En aquestes regions l'èxit en els cobriments depèn més del farratge disponible que de la durada del dia. Les cabres adultes de qualsevol raça o regió entren en zel cada vint-i-un dies durant un període de dues a quaranta-vuit hores. Una cabra en zel típicament remena la seva cua vigorosament, es queda a prop del boc si n'hi ha algun de present, bela més, i també pot mostrar una disminució en la gana i en la producció de llet durant el zel.
Els bocs (mascles sencers) de les races alpines i nòrdiques entren en zel a la tardor coincidint amb els cicles estrals de les femelles. Els bocs de races equatorials poden mostrar una disminució estacional de la seva fertilitat però, igual que les femelles, poden aparellar-se tot l'any. Els bocs en zel es caracteritzen per una disminució en la gana i un interès obsessiu en les cabres. Un boc en zel arrufa el llavi superior (Reflex Flehmen) i orina sobre les seves potes davanteres i la cara. Les glàndules sebàcies odoríferes situades a la base de les banyes se sumen a la intensa olor del boc, ajudant a fer-lo més atractiu per a les femelles. Algunes femelles no volen aparellar-se amb un boc que hagi estat "desodorat". A més de la munta natural tradicional, la inseminació artificial ha guanyat popularitat entre els criadors de cabres, ja que fa accessible una àmplia varietat de línies genètiques.

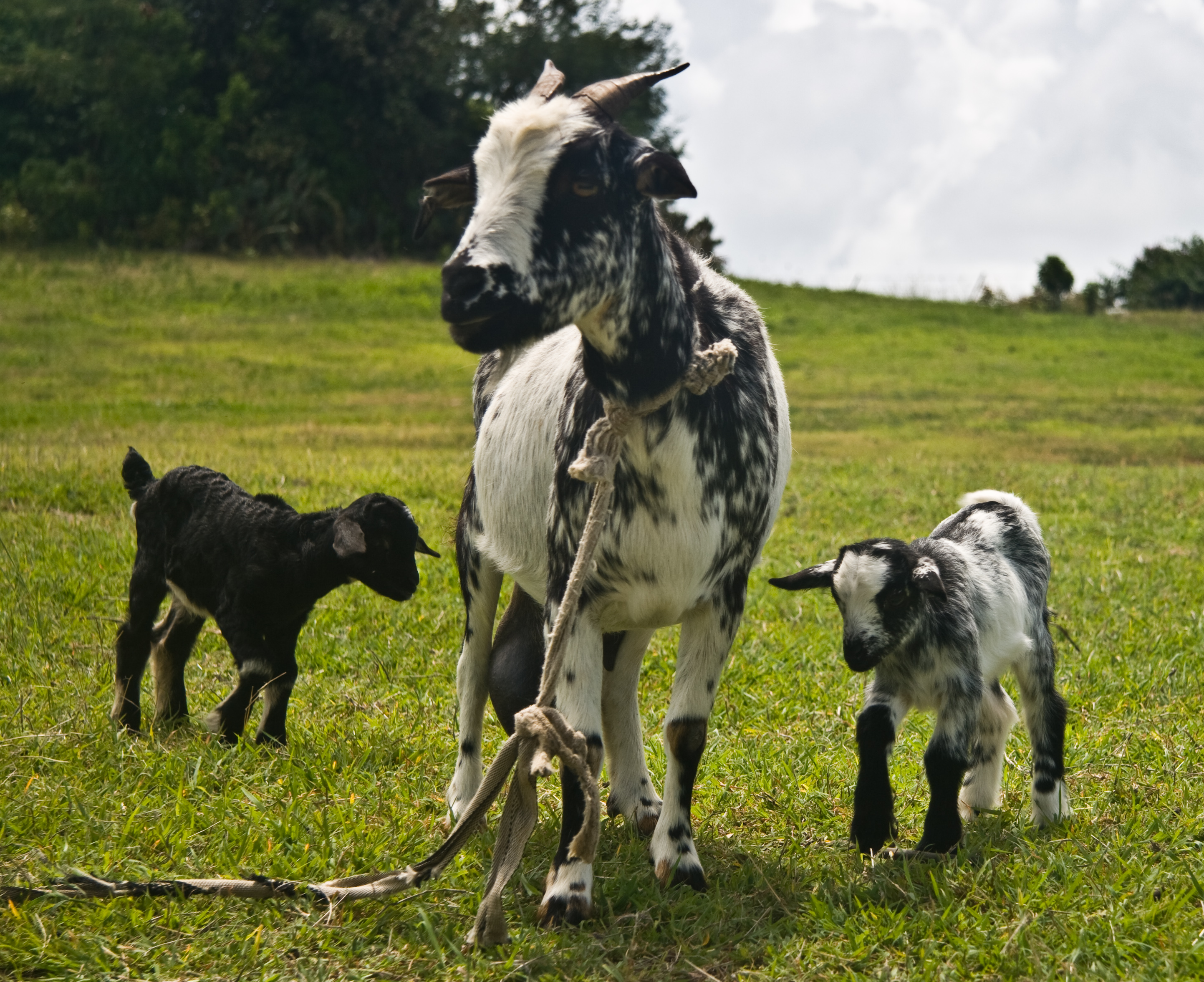
Una cabra femella i dos cabrits

La durada de la gestació és d'aproximadament 150 dies. Les bessonades són habituals, amb parts simples i triples també comuns. Menys freqüents són els parts amb quadrigèmins, quintigèmins, i fins i tot els sextúplets. El part, resultat de l'acció coneguda com a "cabridar" en general es produeix sense complicacions. Just abans de parir, a la cabra se li pot apreciar una àrea enfonsada al voltant de la cua i el maluc, així com una respiració pesada. També pot mostrar una mirada angoixada, estar inquieta i mostrar gran afecte pel seu cuidador. Un cop ha cabridat, la mare normalment es menja la placenta, la qual li aporta nutrients necessaris, ajuda a tallar la sagnia del part i segueix el comportament ancestral dels herbívors salvatges, com els cérvols, per a reduir l'atracció provocada per l'olor del naixement per als potencials depredadors.
El part provoca també l'inici de la lactació. La producció de llet varia amb la raça, l'edat, la qualitat i la dieta de la cabra. Les cabres lleteres produeixen entre 680 i 1.810 kg de llet en 305 dies de lactació. De mitjana, una cabra lletera de bona qualitat donarà almenys 3 kg de llet cada dia durant la lactació. En la primera lactació poden produir-ne menys; en canvi, en casos excepcionals pot arribar-se a 7 o més kg de llet diaris. Després de la lactància, la cabra "s'eixuga", normalment després del cobriment. De vegades, les cabres que no han estat cobertes i continuen munyint-se poden allargar la lactància més enllà dels típics 305 dies.
Les races de carn, fibra i races usades com animals de companyia no se solen munyir, i simplement produeixen la llet suficient per als seus cabrits fins al deslletament. S'han donat casos de "lactància masculina" en cabrum (mascles que donen llet sotmesos a determinats estímuls.

### Alimentació

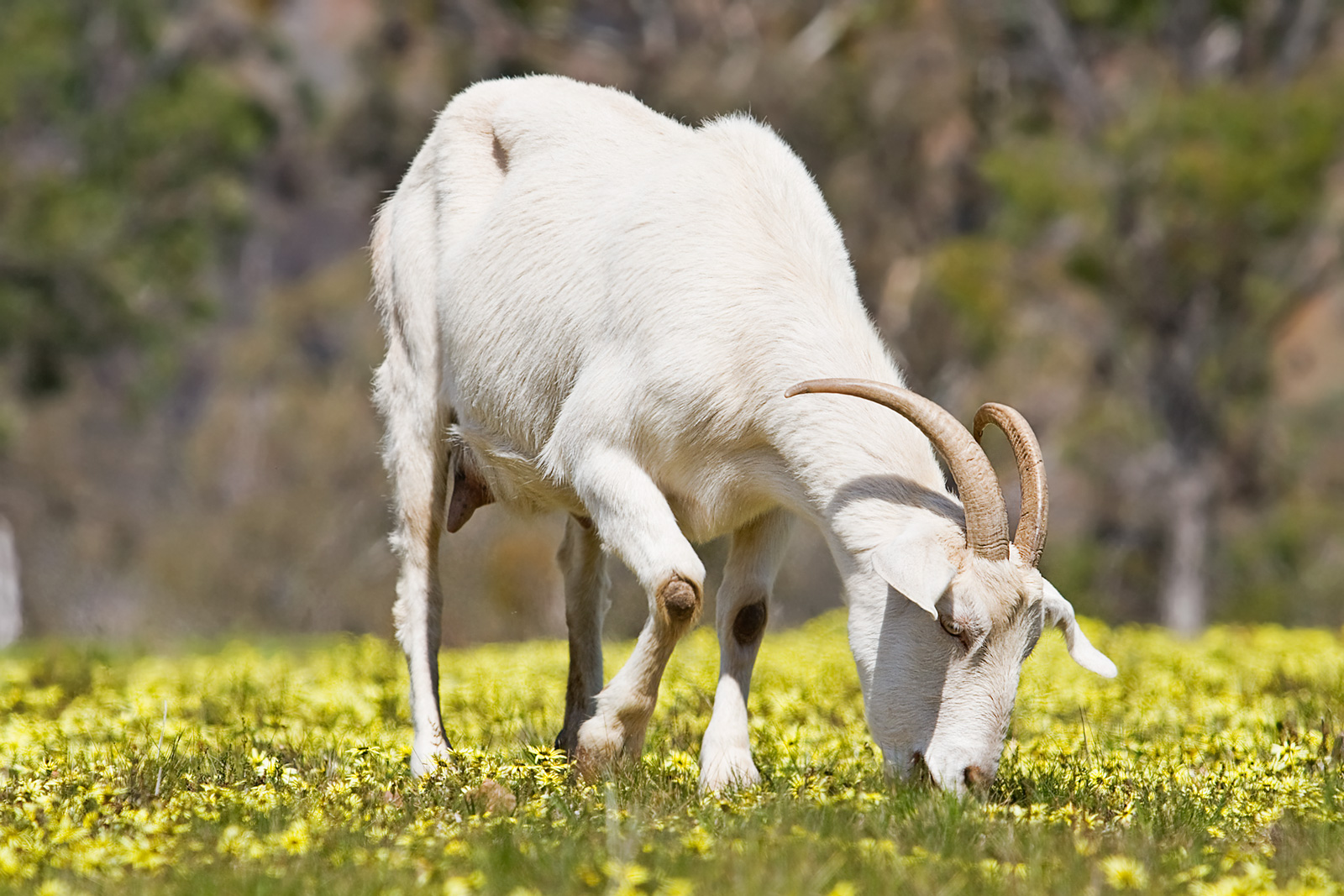
Una cabra domèstica menjant en un camp dArctotheca calendula, una mala herba tòxica per a la majoria d'animals domèstics

Tot i que les cabres tenen fama d'estar disposades a menjar gairebé qualsevol cosa, incloent llaunes i caixes de cartró, les cabres realment no mengen matèries no comestibles. Són animals més brostejadors que no pasturadors com les vaques o les ovelles. Amb la seva naturalesa altament curiosa, masteguen i tasten gairebé qualsevol cosa remotament semblant a la matèria vegetal per decidir si és bo per a menjar, incloent-hi cartró, roba i paper (com ara les etiquetes de les llaunes). Les olors inusuals de les restes de menjar en llaunes o caixes rebutjades poden estimular encara més la seva curiositat.
A part de tastar moltes coses, les cabres són bastant particulars en el que realment consumeixen i prefereixen brostejar (menjar-se brosta, les fulles i part tendra i brots d'un arbre o arbust, les seves darreres ramificacions), així com ocasionalment les plantes de fulla ampla. No obstant això, es pot dir que la seva dieta planta és extremadament variada, i inclou algunes plantes que per a altres espècies serien tòxiques.
Gairebé mai mengen aliments bruts o aigua contaminada, si no és que pateixin d'inanició. Aquesta és una de les raons per les quals la cria de cabres se sòl fer de forma extensiva, ja que la cria en estabulació suposa un manteniment més costós i a vegades poc viable comercialment.
Les cabres prefereixen anar brostejant plantes enfiladisses o enredaderes, arbustos i males herbes, a diferència dels cérvols o les ovelles, que prefereixen les pastures. Les solanàcies els són tòxiques, així com fulles marcides d'alguns fruiters. Poden menjar ensitjat (de blat de moro o d'herba) si es consumeix immediatament després d'obrir la sitja, ja que les cabres són particularment sensibles al bacteri Listeria que pot créixer en els aliments fermentats. L'alfals, una planta rica en proteïnes, se'ls dona normalment com a fenc; el fenc de festuca és menys palatable i nutritiu. Les floridures fúngiques en els aliments poden provocar-los malalties i fins i tot la mort.
La fisiologia digestiva d'un cabrit jove (com les cries joves d'altres remugants) és essencialment igual que la d'un animal monogàstric. La digestió de la llet comença a l'abomàsum, ja que durant la succió la llet passa directament des de l'esòfag a l'abomàsum sense passar pel rumen gràcies a la formació del solc reticular. En néixer el cabrit, el rumen encara no està desenvolupat, però a mesura que el cabrit comença a menjar aliments sòlids el rumen va augmentant el seu volum i la seva capacitat per a absorbir nutrients.
La mida d'una cabra adulta particular és un producte de la seva raça (potencial genètic) i la seva alimentació durant el seu creixement (potencial nutricional). Igual que els altres tipus de bestiar de granja, les dietes riques en proteïnes (10 a 14%) i amb calories suficients durant el període de la prepubertat comporten majors taxes de creixement i una mida adulta més gran que les dietes més baixes en proteïnes i amb calories limitades.
Les cabres de races de complexió gran, amb un esquelet més gran, arriben al pes adult a una edat més tardana (36 a 42 mesos) que les cabres de races més petites (18 a 24 mesos) si totes dues s'alimenten al seu màxim potencial. Paral·lelament, les cabres grosses necessiten més calories per al manteniment de les funcions diàries que les races petites.

### Comportament

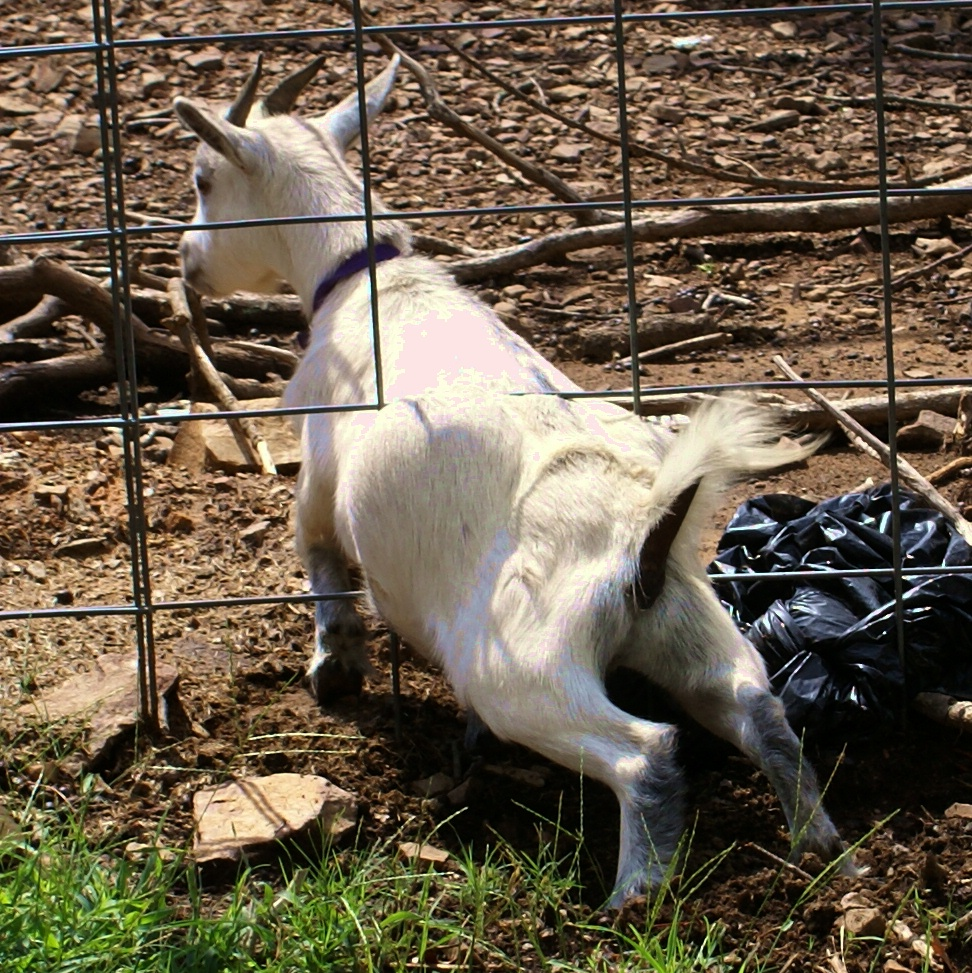
Les cabres són conegudes per ser difícils de mantenir en un tancat.

Les cabres són molt curioses i intel·ligents. També tenen bona coordinació corporal i és coneguda la seva habilitat per a escalar i mantenir l'equilibri en els llocs més precaris. Això fa que siguin els únics remugants capaços d'enfilar-se als arbres (si aquests estan prou inclinats). A causa de la seva agilitat i curiositat, no és estrany que s'escapin dels seus tancats a base d'anar provant les tanques, ja sigui intencionadament o simplement perquè els són fàcils d'escalar. Si alguna de les tanques es pot moure, empènyer amunt o avall, o ser superada d'alguna manera, les cabres gairebé segur que s'escaparan. Degut a la seva intel·ligència, un cop que una cabra ha descobert un punt feble a la tanca, l'explotarà repetidament, les altres cabres l'observaran i aprendran ràpidament a imitar-la.

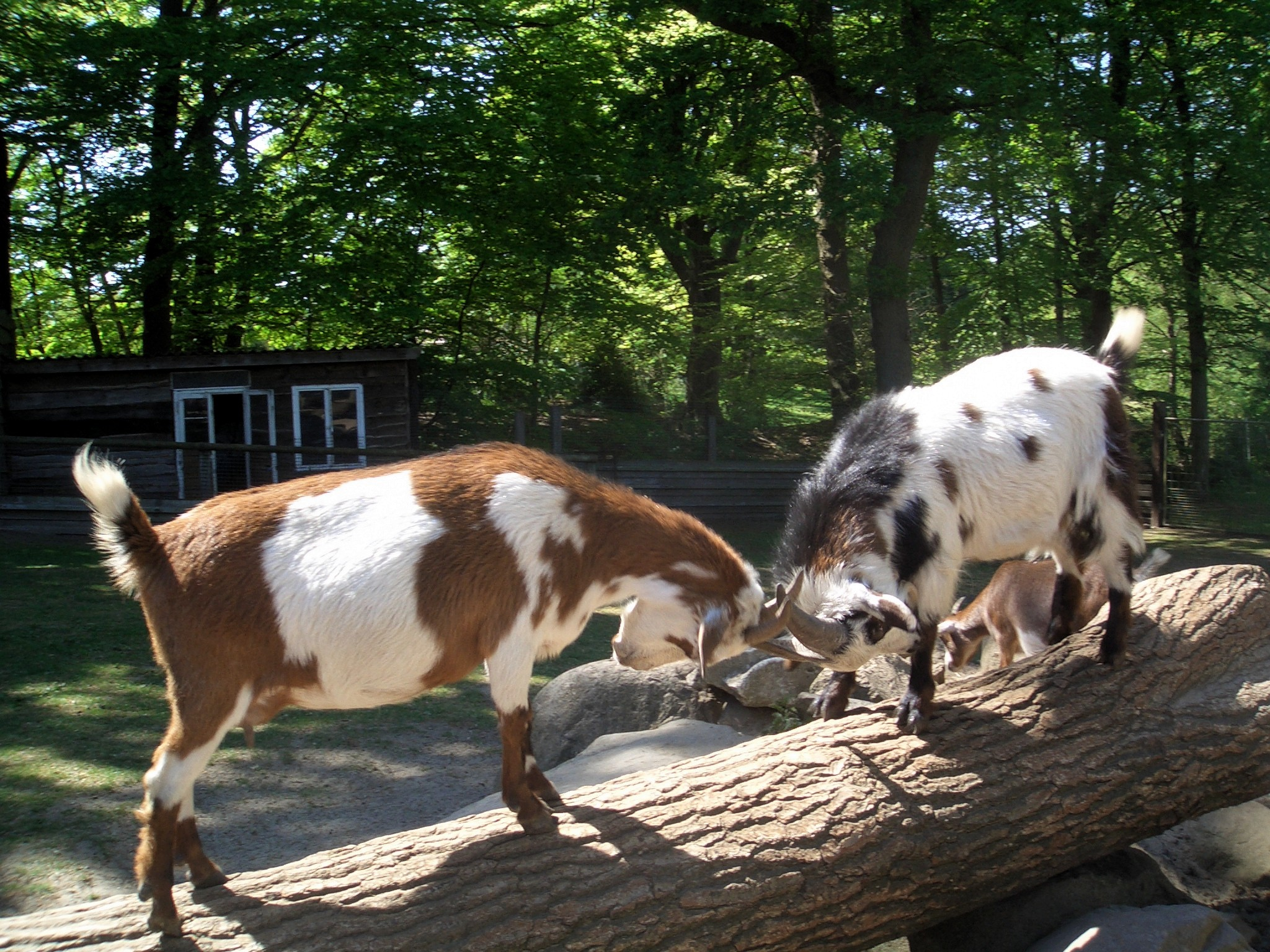
Les cabres estableixen una jerarquia de dominància dins del ramat, a vegades a cops de cap.

Les cabres tenen una naturalesa molt inquisitiva i intel·ligent; exploraran qualsevol cosa nova o desconeguda en el seu entorn. Ho fan principalment amb el llavi superior prènsil i la llengua. Això explica que investiguin objectes com ara botons, fundes de càmera o roba (i moltes altres coses més), rosegant-los i a vegades fins i tot empassant-se'ls.
Quan es gestionen com un ramat, les cabres tendeixen a mostrar un comportament menys agrupat que les ovelles, i quan pasturen lliures tendeixen a escampar-se per tot el camp o àrea de pastura, en lloc de menjar costat a costat com fan les ovelles. Quan estan alletant els seus cabrits, les cabres solen deixar-los apartats, al seu aire, en lloc de tenir-los al costat com fan les ovelles amb els seus xais. Les cabres en general s'encaren i s'enfronten als intrusos, i els bocs són més propensos a envestir i carregar contra les persones que no pas els marrans.

### Malalties
Encara que les cabres són considerades generalment com a animals resistents i en moltes situacions reben poca atenció mèdica, estan subjectes a algunes malalties, com ara malalties respiratòries, incloent-hi la pneumònia, podridures de peu (pododermatitis), paràsits interns, toxèmia de gestació i toxicitat per aliments. La toxicitat per aliments varia segons la raça i l'emplaçament. Algunes fruites o verdures exòtiques poden ser tòxiques per a algunes races de cabres. Les cabres poden infectar-se amb diverses malalties víriques i bacterianes, com la febre aftosa (glossopeda), l'artritis i encefalitis caprina, limfadenitis Caseosa, conjuntivitis, mastitis, i la malaltia d'Aujeszky. Poden transmetre una sèrie de malalties zoonòtiques a les persones, com tuberculosi, brucel·losi, febre Q i ràbia.

### Longevitat
L'esperança de vida d'una cabra és d'entre quinze i divuit anys.
S'ha donat el cas d'una cabra que ha arribat a l'edat de vint-i-quatre anys.
Hi ha diversos factors que poden reduir aquesta esperança de vida: problemes durant el part poden rebaixar l'esperança de vida d'una cabra a deu o onze anys, i l'estrès d'entrar en zel pot disminuir l'esperança de vida d'un boc fins a vuit a deu anys.

## Ramaderia de cabrum

### Importància de la producció caprina
| País/Regió     | Total caps (milions) | Llet de cabra (milions t) | Carn de cabra (milions t) |
| -------------- | -------------------- | ------------------------- | ------------------------- |
| Món            | -----                | 15.2                      | 4.8                       |
| Àfrica         | 294.5                | 3.2                       | 1.1                       |
| Nigèria        | 53.8                 | N/A                       | 0.26                      |
| Sudan          | 43.1                 | 1.47                      | 0.19                      |
| Àsia           | 511.3                | 8.89                      | 3.4                       |
| Afganistan     | 6.38                 | 0.11                      | 0.04                      |
| Pakistan       | 60.00                | N/A                       | N/A                       |
| Índia          | 125.7                | 4.0                       | 0.48                      |
| Bangladesh     | 56.4                 | 2.16                      | 0.21                      |
| Xina           | 149.37               | 0.26                      | 1.83                      |
| Aràbia Saudita | 2.2                  | 0.076                     | 0.024                     |
| Amèriques      | 37.3                 | 0.54                      | 0.15                      |
| Mèxic          | 8.8                  | 0.16                      | 0.04                      |
| EUA            | 3.1                  | N/A                       | 0.022                     |
| Europa         | 17.86                | 2.59                      | 0.012                     |
| Regne Unit     | 0.09                 | N/A                       | N/A                       |
| França         | 1.2                  | 0.58                      | 0.007                     |
| Oceania        | 3.42                 | 0.0004                    | 0.018                     |

La cabra té utilitat per als éssers humans tant quan està viva, com a proveïdor renovable de llet, fems i fibra, com un cop morta, per la seva carn i pell.
Algunes organitzacions de caritat i d'ajuda al desenvolupament proveeixen cabres a persones de països pobres, perquè les cabres són més fàcils i més barates de criar que el bestiar boví, i tenen múltiples usos. A més, les cabres s'utilitzen també com a animals de càrrega i transport.
D'acord amb la FAO, els països amb una major producció de llet de cabra el 2008 van ser l'Índia (4 milions de tones), Bangladesh (2.16 milions de tones) i el Sudan (1.47 milions de tones).
A Catalunya hi ha 2.800 explotacions de cabrum, destacant les comarques de Baix Ebre, Osona, Alt Empordà, Noguera i el Berguedà. El cens és de 76.111 caps, dels quals 67.596 animals per vida i 8.515 per a sacrifici (cabrits i altres). Anualment se sacrifiquen als escorxadors 84.892 caps de bestiar cabrum. A Catalunya hi ha 15.364 cabres d'aptitud lletera, que produeixen un total de 6.151 milers de litres anuals. El cens de cabres a les Balears és de 14.524 caps i al País Valencià 72.615 caps. A l'estat espanyol hi ha censat un total de 2.609.989 caps. La producció de llet a l'estat espanyol és de 471.000 tones anuals.

### Maneig i sistemes d'explotació
La ramaderia, o cria i explotació del bestiar, varia segons la regió i la cultura. El tipus d'estabulació utilitzat no només depèn de la utilització prevista de la cabra, sinó també a la regió del món on es crien. Històricament, les cabres domèstiques s'han mantingut generalment en ramats que deambulaven pels turons o altres àrees de pasturatge, sovint vigilades per un cabrer, normalment nens o adolescents, de forma semblant als pastors d'ovelles, més àmpliament coneguts. Aquest mètode de pasturatge encara s'utilitza avui en dia.

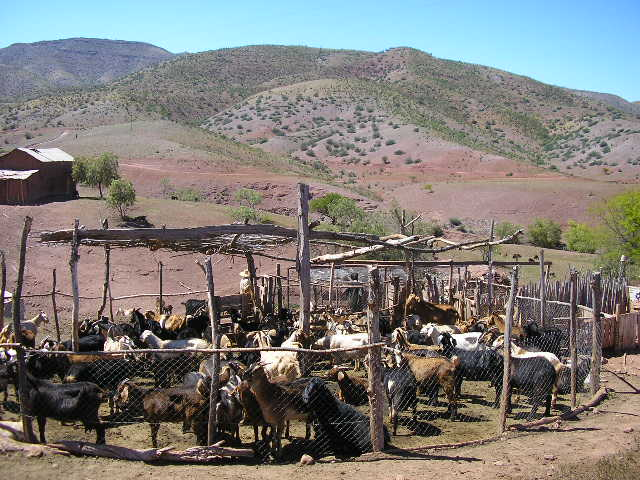
La ramaderia caprina és habitual a la regió de Norte Chico a Xile. La ramaderia intensiva de cabrum en àrees seques pot provocar erosió severa i desertificació. Imatge de la part alta del riu Limarí

En algunes parts del món, especialment a Europa i Nord-amèrica, diferents races de cabres s'utilitzen per a la producció de llet i carn. Els cabrits mascles excedents són sacrificats per la seva carn. Tant les cabres com els bocs de races de carn també són sacrificades per la seva carn, així com els animals vells de qualsevol raça. La carn dels bocs de més d'un any d'edat es considera generalment no desitjable per al consum humà, per la seva forta olor. La castració dels mascles a una edat primerenca impedeix el desenvolupament de la típica i poc desitjable olor de boc.

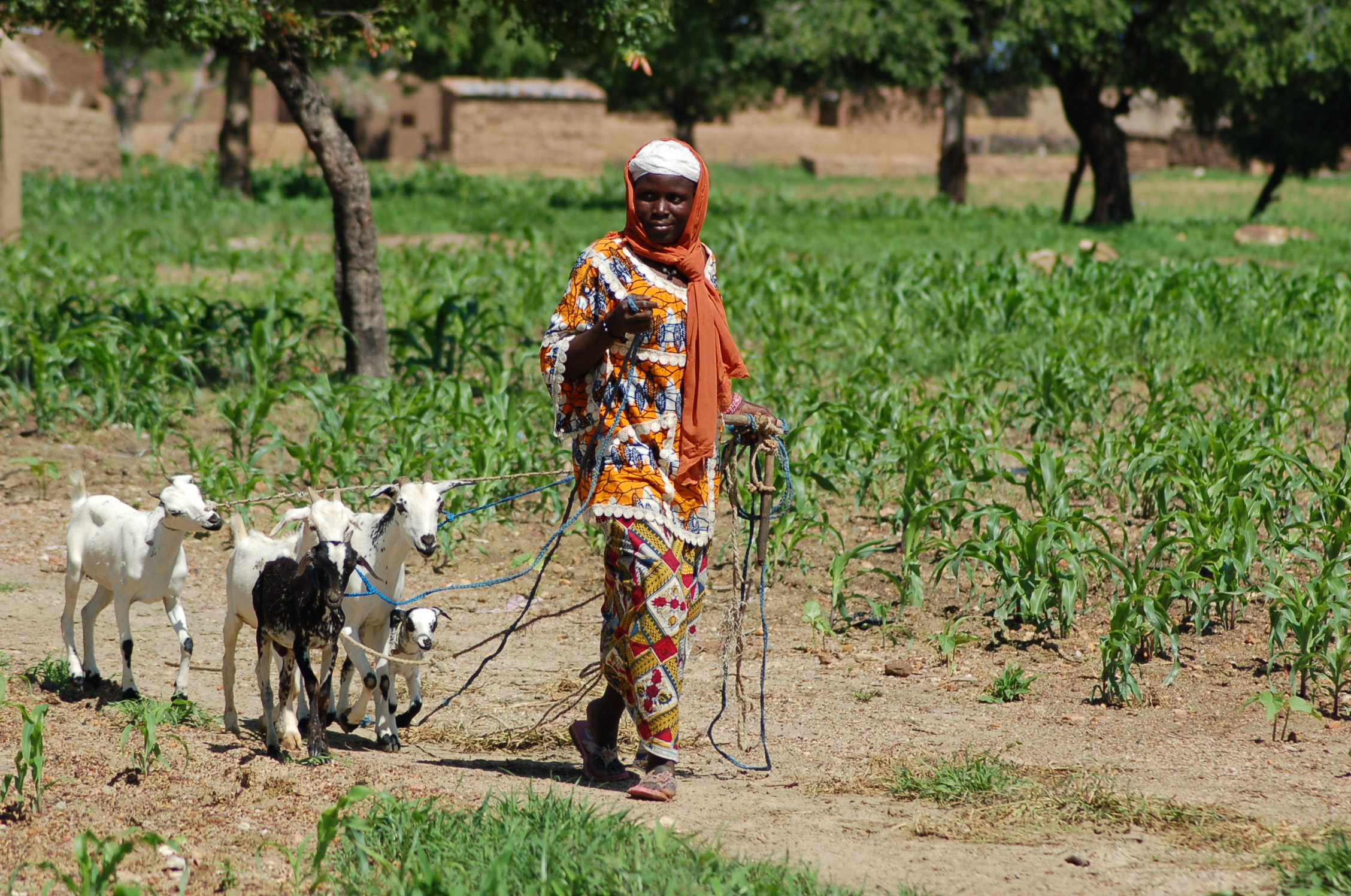
Per a petits agricultors de molts països, com aquesta dona de Burkina Faso, les cabres són un bestiar important.

Les cabres lleteres solen pasturar a l'estiu i estar estabulades durant l'hivern. Com que les cabres lleteres s'han de munyir cada dia, normalment es mantenen a poca distància del cobert on es munyen. El seu pasturatge generalment es complementa amb fenc i pinsos concentrats. Les cabres estabulades poden tenir-se en estables, com els cavalls, o en corrals per a grups més grans. En el sistema nord-americà, les cabres solen fer una cria anual. En algunes granges lleteres europees, a les cabres se les fa criar només dues vegades, i es munyen de forma continuada durant diversos anys després del segon part.
Les cabres de carn és habitual que pasturin tot l'any, i poden estar-se a més distància de la granja. Les cabres d'Angora i altres races de fibra també es mantenen en pastures. Aquest pasturatge pot complementar-se amb fenc i pinsos concentrats, normalment a l'hivern o en estacions seques.
A l'Índia, el Nepal, i gran part d'Àsia, les cabres s'utilitzen sobretot per a la producció de llet, tant en granges comercials com en explotacions domèstiques. Les cabres en aquesta àrea poden estar totalment estabulades o se'ls pot deixar pasturar. La cabra Salem Negra pastura de dia en camps i per les vores dels camins, però es tanca al corral a la nit per seguretat. A l'Àfrica i l'Orient Mitjà, les cabres se solen anar en ramats barrejades amb les ovelles. Això maximitza la producció per hectàrea, ja que les cabres i les ovelles mengen plantes diferents. A Etiòpia es fan molts tipus de cria diferents, essent el quatre tipus principals identificats el pasturatge de cultius anuals, el pasturatge de cultius perennes, el pasturatge juntament amb bestiar boví i, en zones àrides, els sistemes de ramats transhumants amb pastors. En els quatre sistemes, però, les cabres es crien bàsicament de forma extensiva, és a dir, amb poques entrades comprades fora de l'explotació. A Nigèria les cabres se solen tenir estabulades prop de la casa. A algunes cabres se'ls permet vagar pels voltants de la casa o el poble, mentre que altres es mantenen tancades i alimentades amb el sistema anomenat de "tall i transport", consistent en tallar al camp les pastures, blat de moro o canya i portar-los fins a l'estable, en lloc de permetre l'accés dels animals al camp. Això és especialment adequat pel blat de moro o la canya, que serien fàcilment destruïts si fossin trepitjats. Aquest tipus de ramaderia també s'utilitza en algunes parts d'Amèrica Llatina.
Les cabres de companyia poden trobar-se a moltes parts del món, quan una família té un o més animals més per raons emocionals que com a animals de producció. Cada vegada és més habitual trobar cabres utilitzades únicament com a animals de companyia a Nord-amèrica i Europa.

### Carn

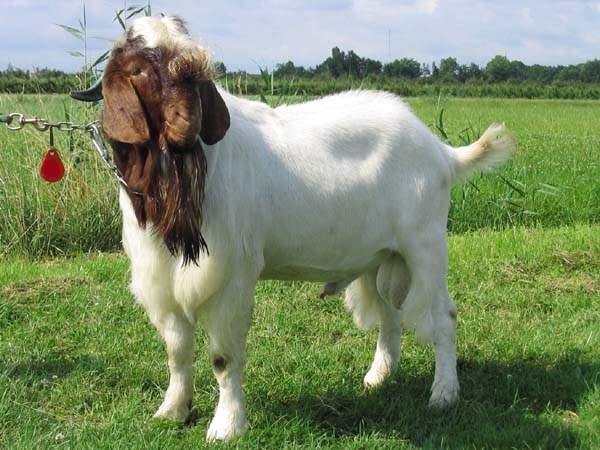
La raça Boer està molt estesa com a raça de carn

La carn de cabrit o carn de cabra s'utilitza com a aliment a diferents parts del món, si bé té diferents nivells d'acceptació a les diferents cultures. L'habilitat que posseeix la cabra per digerir cel·lulosa de les plantes fa que sigui un animal que es pugui criar en els entorns més pobres. A Catalunya la carn de cabra més consumida és la de cabrit, és a dir, la cria de la cabra fins a 2-4 mesos d'edat. Això fa que habitualment es parli més de carn de cabrit, o simplement cabrit, que de carn de cabra, especialment en l'àmbit de l'alimentació, la gastronomia i la indústria càrnia.
El gust de la carn de cabrit és similar al de la carn de xai de primavera. De fet, a les illes de parla anglesa del Carib, i en algunes parts d'Àsia, en particular Bangladesh, Pakistan i l'Índia, la paraula "be" o "xai" s'utilitza tant per descriure la carn de cabrit com la carn de xai. No obstant això, hi ha qui compara el gust de la carn de cabra amb la de vedella o de cérvol, depenent de l'edat i la condició de la cabra. El seu sabor està lligat principalment a la presència dels àcids 4-metiloctanoic i 4-metilnonanoic.
Tot i estar classificada com a carn vermella, la carn de cabra és més magra i conté menys colesterol, greix i proteïna que la de xai o la de vedella, i menys calories que la carn de boví o de pollastre. Això fa que requereixi una cocció a lenta per a preservar-ne la tendresa i la humitat. La qualitat de la carn es veu molt afectada per factors com l'edat i el sexe. Així, la carn dels cabrits és molt saborosa mentre que aquesta característica disminueix amb l'edat de la cabra. Els exemplars mascles (bocs) tenen una glàndula que segrega olors inacceptables per a la majoria dels consumidors. Això fa que alguns mercats només acceptin els exemplars joves. La carn de cabra tendeix a assecar-se a causa de la seva acumulació localitzada de greix.
El cabrit es consumeix a Portugal, Espanya, Itàlia, Grècia, i en alguns països d'Àfrica, Orient Mitjà, Àsia i Amèrica Llatina. En l'actualitat la cabra forma part de les economies de subsistència, ja que produeix productes útils amb poca inversió. És per aquesta raó que el noranta per cent de la producció mundial recau en països no-industrialitzats. La seva adaptació a diferents climes, ja siguin secs o humits, fa que es pugui trobar aquest animal en una extensió gran del planeta. La carn de cabra és especialment important a l'Orient Pròxim i Àsia meridional; en canvi, al nord d'Europa i a Nord-amèrica (exceptuant Mèxic) el seu consum és més baix. La carn d'un animal sacrificat pot guardar-se dos o tres dies, això fa que una família pugui alimentar-se'n durant aquest temps. La seva carn triga més a fer-se malbé que la de la vaca.

La producció de carn de cabra està creixent ràpidament a nivell mundial, però encara suposa menys del 4% del total de producció de carn. Més del 70% de la població del món menja carn de cabra, suposant un 6% del consum mundial de carn vermella. És una aliment bàsic a Àfrica, Àsia i Amèrica Central i del Sud, i una exquisidesa en algunes cuines europees. Als EUA, Canadà i països nord-europeus el consum de carn de cabra és menys habitual, però últimament s'està estenent en alguns nínxols de mercat, en particular entre els immigrants asiàtics o africans que prefereixen la carn de cabra a altres tipus de carn. Als Estats Units, els últims trenta anys, els sacrificis de cabres en escorxadors s'ha doblat cada 10 anys, arribant a gairebé un milió de caps anuals.

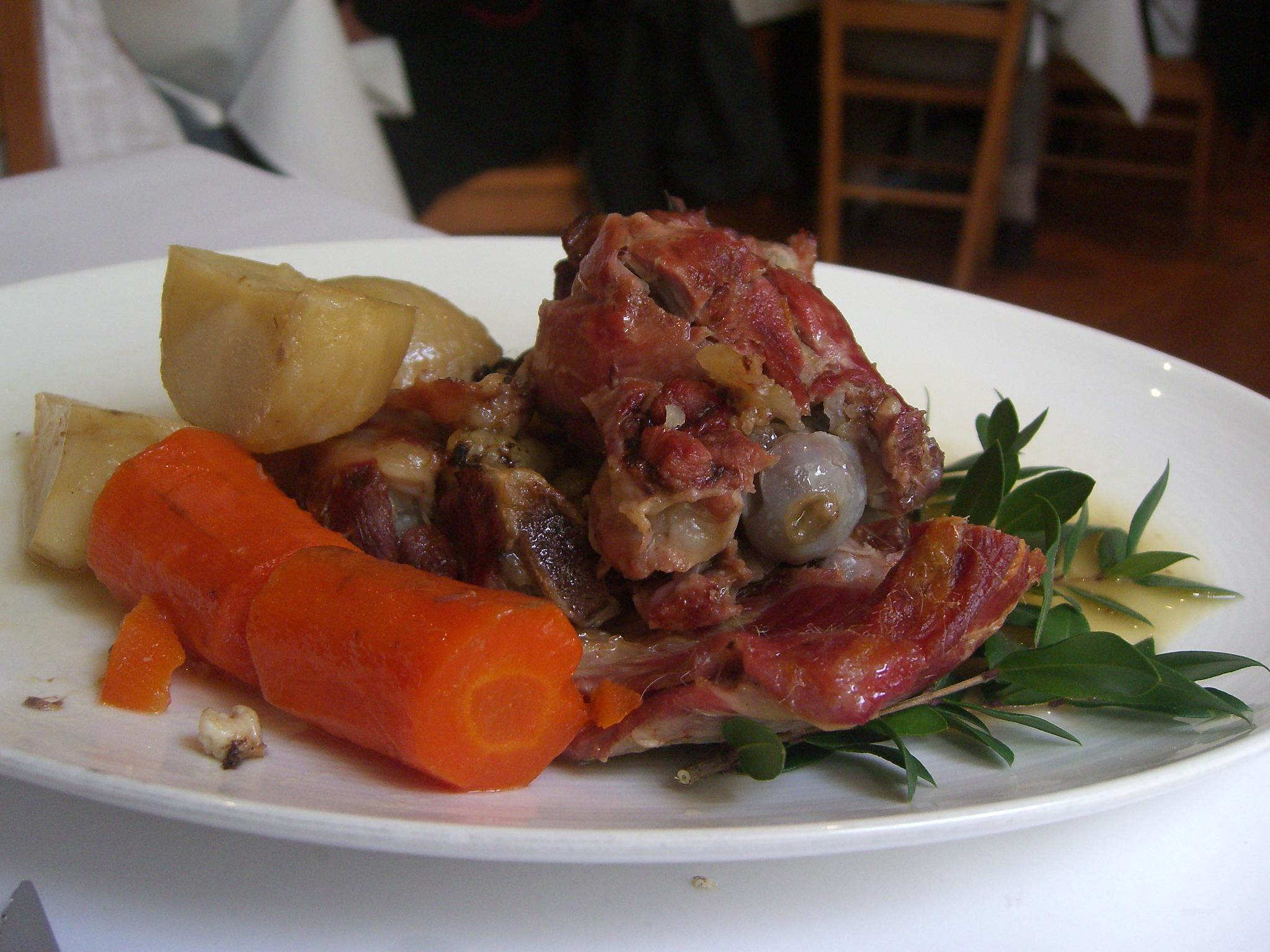
Carn de cabrit rostida.

Des del punt de vista de la ramaderia intensiva, la carn de cabra té alguns desavantatges comparada amb altres carns: d'una banda, el seu alt consum metabòlic fa que la carn sigui menys rendible per als productors de carn (uns tres-cents cinquanta quilograms de vaca requereixen la mateixa energia que sis cabres, cadascuna pesant vint quilograms). D'altra banda, una cabra produeix unes 40 lliures (18 kg) de carn, molt menys que un cap de boví o porcí, pel qual sovint són menys apropiades per als processos de la indústria càrnia moderna.
A Catalunya anualment se sacrifiquen als escorxadors 84.892 caps de bestiar cabrum. A Catalunya es consumeix la carn de cabrit molt jove, normalment criat en granja, alimentat només amb llet i amb una edat entre 10 o 12 setmanes. Com a Europa, a Espanya també ha disminuït el consum de carn d'oví i cabrum, passant dels 3,6 kg per capita el 2004 a 2,37 kg el 2011 (-34,2%). Encara que no sigui remunerador per als productors, el preu de la carn de xai i cabrit, comparativament alt, no n'afavoreix el consum.
La carn de cabra és saborosa i menys dolça que la carn de boví, però una mica més que el xai. Es pot preparar en una varietat de formes, com ara ser estofat, al curri, al forn, a la planxa, a la graella, picat, en llauna, fregida, o fet en salsitxes.
Als Països Catalans és també un tipus de carn consumida tradicionalment.

### Llet, mantega i formatge
La llet de cabra suposa aproximadament un 2% del subministrament total de llet al món.
Algunes cabres es crien específicament per la seva llet. La llet de cabra, de manera natural, té glòbuls de greix petits i ben emulsionats. És per això que la nata es manté en suspensió i no passa a la part de dalt de la llet com ocorre amb la llet de vaca crua. Per tant, no necessita ser homogeneïtzada. De fet, si la llet s'ha d'utilitzar per a fer formatge no es recomana l'homogeneïtzació, ja que això canviaria l'estructura de la llet, afectant la capacitat dels ferments per a coagular la llet i la qualitat final i rendiment del formatge.

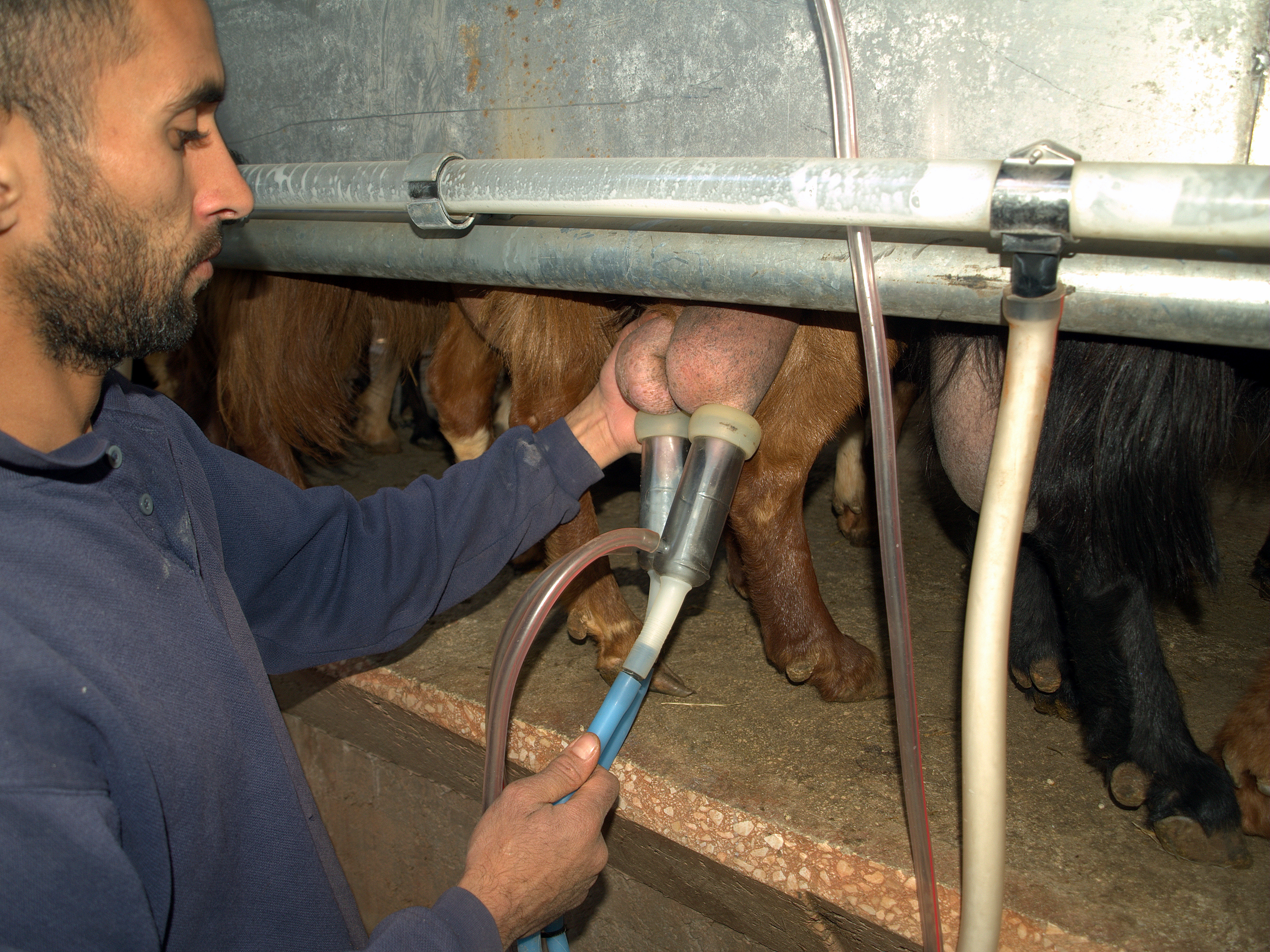
Una cabra essent munyida

Les cabres lleteres, en el moment de màxima producció (normalment al voltant del tercer o quart cicle de lactació), produeixen una mitjana de 2,7 a 3,6 kg de llet diaris (aproximadament 2,8 a 3,8 litres), produint més just després del part i després es va reduint gradualment la producció fins al final del període de lactació. La llet de cabra conté de mitjana un 3,5% de greix.
La llet de cabra se sol processar i fer-ne formatge, mantega, gelat, iogurt i altres productes. El formatge de cabra es coneix com a fromage de chèvre (o simplement chèvre) a França. Algunes varietats són el Rocamadour i el Montrachet.
La mantega de cabra és blanca perquè les cabres produeixen llet amb el beta-carotè groc convertit en una forma incolora de vitamina A.

#### Valor nutritiu de la llet de cabra
La llet de cabra es considera una bona font de nutrients, especialment proteïnes, lípids, fòsfor, calci, niacina i riboflavina. La composició de la llet de cabra pot variar segons la raça, la zona de producció, l'estació de l'any, l'etapa de lactància, l'alimentació, el maneig, la sanitat, etc. La llet de cabra està composta fonamentalment per aigua. Aporta greix (encara que menys que la d'ovella) i proteïnes de molt bona qualitat. Pel que fa a vitamines i minerals la llet de cabra destaca en calci i vitamina D, substàncies essencials per a la formació dels ossos i que ajuden a prevenir malalties com l'osteoporosi. També conté una aportació destacada de vitamina B2 o riboflavina. Una particularitat de la llet de cabra és l'absència de carotè, el que li dona el seu color completament blanc (a diferència de la de vaca, en què el carotè li confereix color a seu crema). El carotè ha de ser convertit per l'organisme en vitamina A a la glàndula tiroide. A la llet de cabra no trobem carotè sinó directament vitamina A completament disponible per a la seva assimilació, sense intervenció d'aquesta glàndula. Això és molt important per als nadons, perquè la seva activitat tiroidal encara no està prou desenvolupada. Si bé el contingut de vitamines B6 i B12 és més baix que la llet de vaca, comparat amb la llet humana és similar, pel qual és adequada per a la nutrició d'infants. Pel que fa als nivells d'aminoàcids essencials, són similars en la llet de cabra i la llet de vaca, i ambdues igualen o superen els requeriments assenyalats per la FAO pels infants. El mateix passa pel que fa als àcids grassos essencials.
El gran avantatge de la llet de cabra és la seva major digestibilitat, a causa de característiques pròpies del greix, la proteïna i del coàgul que es forma a l'estómac. La llet de cabra és recomanable per a aquelles persones que tenen problemes digestius com úlceres, gastritis, trastorns hepàtics i no poden consumir llet de vaca. La llet de cabra conté nivells molt baixos de lactosa, el sucre propi de la llet, pel que pot resultar molt útil per a persones intolerants a la lactosa. És poc al·lergènica, ja que té una escassa quantitat de caseïna i, per tant, és adequada per als que són al·lèrgics a aquesta proteïna tan abundant a la llet de vaca.

### Fibra

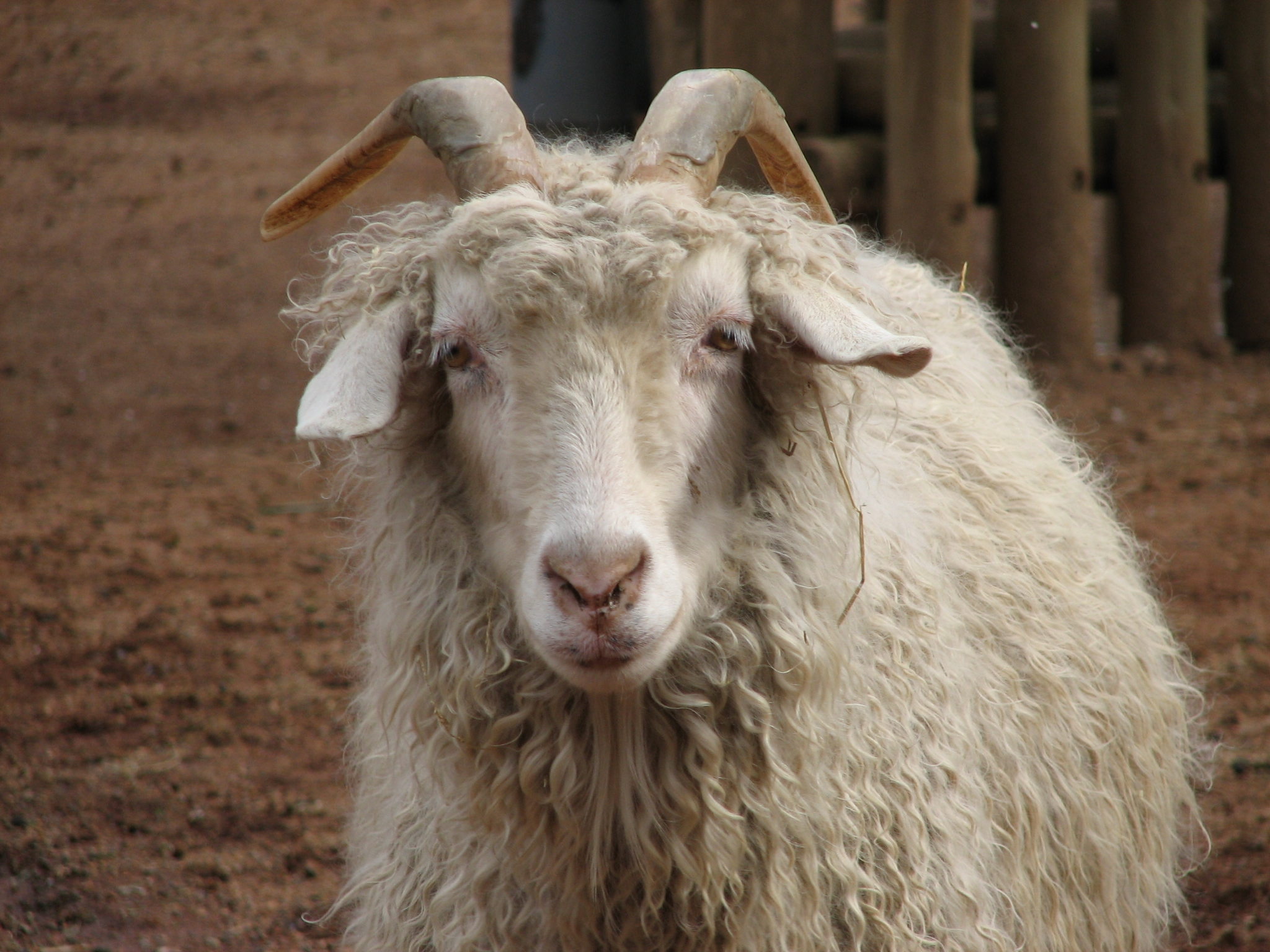
Una cabra d'Angora

La raça de cabra d'Angora produeix uns flocs llargs, arrissats i brillants de la llana coneguda com a moher. Tot el cos de la cabra està cobert amb moher i no hi ha pèls. Els flocs van creixent fins que fan 10 centímetres o més de llarg. S'han fet creuaments d'altres races amb la d'Angora, com la pygora i la nigora, per a produir moher i caixgora (una barreja de caixmir i moher) en un animal més petit i més fàcil de manejar. La llana s'esquila dues vegades a l'any, amb un rendiment mitjà d'uns 4,5 kg. La majoria de les cabres tenen pèls aïllants més suaus a prop de la pell i un pelatge més llarg i gruixut cap a fora. La fibra desitjada per a la indústria tèxtil és la primera, i es coneix amb diferents noms (down, caixmir i pashmina). Els pèls gruixuts són de poc valor, ja que són massa bastos, difícils de filar i difícils de tenyir.
La cabra de Caixmir produeix la llana caixmir, que és una de les fibres naturals més preuades produïdes comercialment; el caixmir és molt fi i suau. La fibra de la cabra de caixmir es recull, pentinant les cabres, un cop a l'any, recollint-se al voltant de 260 grams per cabra. Al sud d'Àsia, caixmir es diu "pashmina" (del persa pashmina, "llana fina"). ↵Al segle xviii i principis del XIX, la regió del Caixmir (llavors anomenat Cashmere pels britànics), tenia una pròspera indústria de producció de xals de pèl de cabra importada del Tibet i Tartària a través Ladakh. Els xal es van introduir a Europa Occidental quan el general en cap de la campanya francesa a Egipte (1799-1802) va enviar-ne un a París. Com que aquests xals es produïen a la part alta de les regions del Caixmir i Ladakh, la llana va arribar a ser coneguda com a "caixmir".

### Altres usos
- Neteja de terrenys: Les cabres s'han utilitzat històricament per a netejar la vegetació no desitjada. S'han descrit com "màquines de menjar" i "agents de control biològic"".[71][72] S'ha produït un ressorgiment d'aquesta pràctica a Nord-amèrica des de 1990, quan es van utilitzar ramats per a netejar zones embrossades dels vessants muntanyosos de Califòrnia amb risc des ser afectats per incendis forestals. Aquesta forma d'utilitzar cabres per a netejar àrees o parcel·les a vegades es coneix com a pasturatge de conservació. Des de llavors, nombrosos organismes públics i privats han contractat ramats privats per fer tasques similars.[71] Aquesta pràctica s'ha fet popular a la regió del nord-oest del Pacífic, on s'utilitzen per eliminar les espècies invasores que no s'eliminen fàcilment amb mitjans humans, incloent esbarzers i roures verinosos (Toxicodendron diversilobum).[71][73]

A Catalunya també s'està reintroduint la pastura dels boscos com una eina de prevenció d'incendis forestals i de recuperació d'espais naturals. El Departament d'Agricultura de la Generalitat de Catalunya preveu fomentar el pasturatge per a un "desenvolupament sostenible del medi natural" amb mesures com el "foment de pastures per a la recuperació d'hàbitats, afavorir i potenciar les zones de pastures mixtes d'oví-cabrum-equí-vacum per mantenir l'equilibri de les pastures, i el foment de la pastura per a la prevenció d'incendis".
- Ús per a pràctiques mèdiques: Com que l'anatomia i la fisiologia de la cabra no són massa diferents de les dels humans, s'han utilitzat en alguns països per a preparar futurs metges militars. Als Estats Units, les cabres s'han convertit en la principal espècie animal utilitzada amb aquest propòsit després que el Pentàgon prohibís la utilització de gossos per a la formació mèdica a la dècada de 1980.[76] Encara que els maniquins moderns usats en la formació mèdica són força eficients en la simulació del comportament d'un cos humà, els alumnes manifesten que "la pràctica amb cabres dona un sentit d'urgència que només un trauma amb vida real pot proporcionar".[77]

- L'intestí de cabres s'utilitza per fer «catgut», que encara s'usa com a material per a sutures quirúrgiques internes en persones i per a cordes d'instruments musicals.

- La banya de la cabra, símbol d'abundància i benestar ("Corn de l'abundància"), també s'utilitza per fer culleres.[78] Igualment, les banyes es poden utilitzar en lloc de banya d'ovelles per fer l'instrument anomenat shofar.[79]

- Històricament, la pell de cabra s'ha utilitzat per a fer bots d'aigua i vi, usats tant en viatges com en el transport de vi per a la venda. També s'ha utilitzat per fabricar pergamí.

## Races
Hi ha moltes races reconegudes de cabra domèstica (Capra aegagrus hircus). Les races de cabra (especialment les cabres lleteres) són algunes de les races d'animals definides més antigues en què els estàndards de la raça i de la producció s'han mantingut. La cria selectiva de cabres en general se centra a millorar la producció de fibra, carn, productes lactis o de pell de cabra. Les races es classifiquen normalment en funció del seu ús principal, tot i que hi ha algunes races que es consideren de doble o múltiples usos, i per això hi ha algun encavalcament entre les llistes. Normalment es classifiquen entre les que s'usen per a llet, fibra, carn, pell i animals de companyia. Algunes races també es classifiquen com a cabres de càrrega.
- Races autòctones dels Països Catalans
  - La cabra blanca celtibèrica és una cabra autòctona de les comarques d'interior i del sud del País Valencià així com d'algunes províncies espanyoles properes. S'utilitza per la seva carn. Es considera una raça en Perill d'Extinció.[80]
  - La cabra pitiüsa, o eivissenca, és una població tradicional no estandarditzada, per tant amb una gran variabilitat morfològica, present tant a Eivissa com a Formentera. S'utilitza tant per la seva let com per la seva carn. També es considera en perill d'extinció.[80]
  - La cabra mallorquina és un animal de complexió forta, de temperament nerviós, sempre amb banyes, localitzada fonamentalment a la Serra de Tramuntana, a Mallorca. S'usa per la seva carn, i també està en perill d'extinció.[80]
  - La cabra Blanca de Rasquera és l'única raça autòctona de cabrum reconeguda oficialment a Catalunya, i si bé encara no consta al Catàleg Oficial Nacional de Races del Ministeri d'Agricultura espanyol, té creat el seu llibre genealògic i aprovada la seva reglamentació específica així com l'estàndard racial, segons Ordre AAM/180/2011 del Departament d'Agricultura de la Generalitat de Catalunya.[81] També està en procés de recuperació i reintroducció l'anomenada raça de Cabra catalana, així com la Cabra rossellonesa, que es trobaven pràcticament extingida (veure els articles corresponents).

- Races caprines que figuren al Catàleg Oficial del Ministeri d'Agricultura espanyol[82][83]

| Denominació                     | Ús          | Procedència                                            |
| ------------------------------- | ----------- | ------------------------------------------------------ |
| Alpina                          | Llet        | Suïssa                                                 |
| Azpi Gorri                      | Carn, llet  | Biscaia i Àlaba, País Basc                             |
| Bermeya                         | Llet, carn  | Astúries                                               |
| Blanca Andaluza o Serrana       | Llet        | Nord d'Andalusia                                       |
| Blanca Celtibérica              | Carn        | Andalusia, Aragó, Castella La Manxa, Múrcia i València |
| Del Guadarrama                  | Llet        | Àvila, Madrid                                          |
| Florida                         | Llet        | Baix Guadalquivir                                      |
| Gallega                         | Carn        | Galícia                                                |
| Eivissenca o Pitiüsa            | Carn, Llet  | Eivissa, Balears                                       |
| Majorera                        | Llet        | Fuerteventura                                          |
| Malagueña, Veleña o Costeña     | Llet i carn | Màlaga, Sevilla, Extremadura                           |
| Mallorquina, orada o muntanyola | Carn        | Mallorca                                               |
| Moncaïna o del Moncayo          | Carn, llet  | Moncayo, Saragossa                                     |
| Murciano-Granadina              | Llet        | Múrcia, Granada                                        |
| Negra Serrana o Castiza         | Carn        | Castella, La Manxa i nord d'Andalusia                  |
| Payoya o Montejaquena           | Llet i carn | Sierra de Grazalema (Càdis i Màlaga),                  |
| Pirenaica                       | Carn        | Pirineu d'Osca i Saragossa                             |
| Retinta                         | Carn        | Extremadura                                            |
| Tinerfeña                       | Llet        | Tenerife                                               |
| Verata                          | Llet        | La Vera (Càceres, Àvila)                               |

- Races d'altres països, i segons el seu ús:
  - Llet: Appenzell (Suïssa), Chamois (Suïssa), Oberhasli (Suïssa), Saanen (Suissa), Poitou (França), Nigeriana enana (Àfrica occidental)
  - Fibra: Angora (Turquia)
  - Carn: Boer (Sud-àfrica)

### Exposicions i concursos de criadors de races selectes

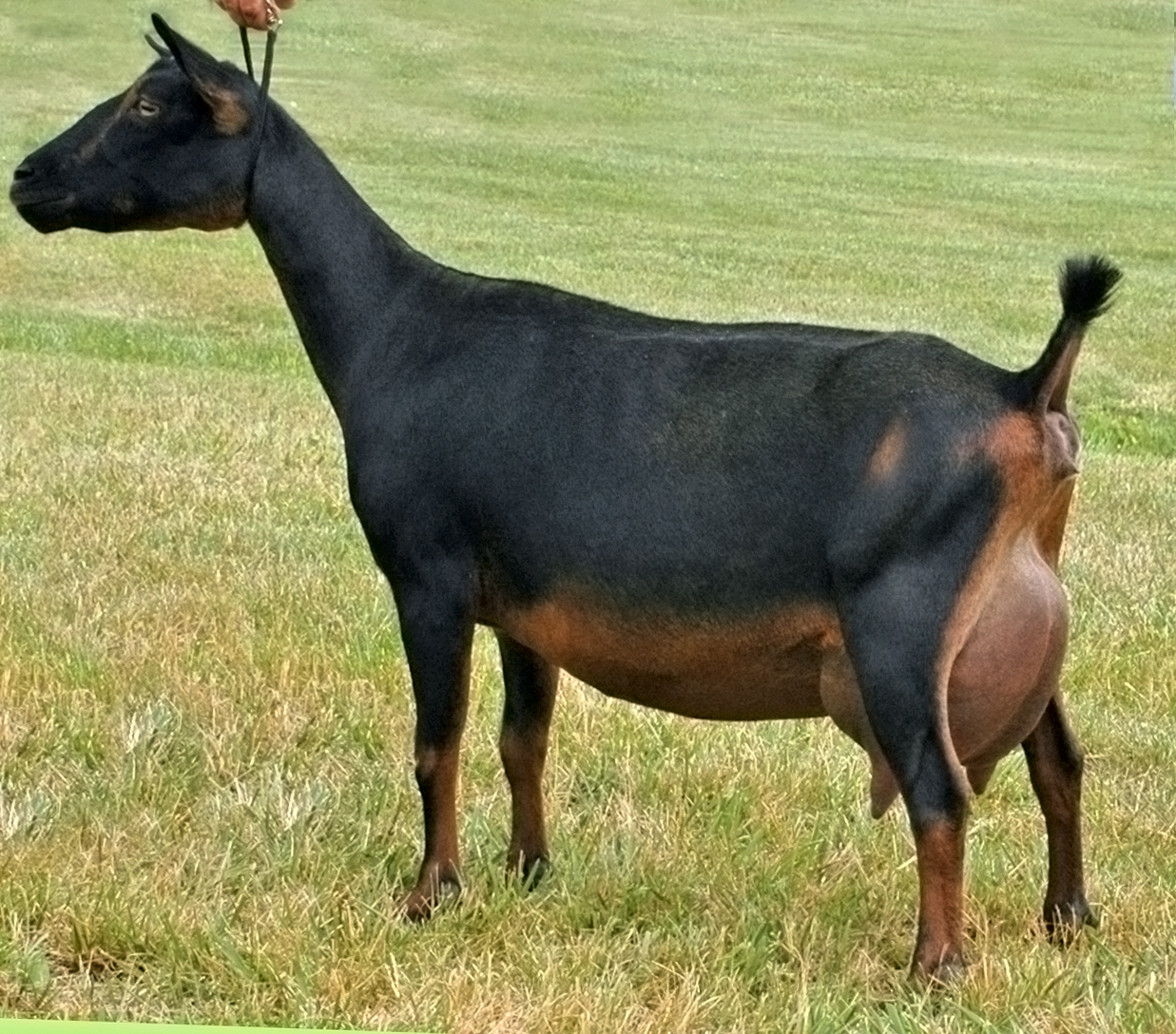
Una cabra lletera Nigerian Dwarf ("Nigeriana Nana") en un concurs. Aquest exemplar és angulós i amb caràcter lleter, amb un sistema mamari ampli i ben subjecte.

Alguns clubs o associacions de criadors de cabres organitzen exposicions i concursos on les cabres es valoren per trets relacionats amb la conformació, la qualitat de la mamella, l'evidència d'alta producció, la longevitat, l'estructura i la musculatura (en cabres de carn i cabres de companyia), i la producció de fibra i la fibra en si (en races de fibra). Els criadors que hi participen solen tenir les seves cabres registrades en un llibre genealògic, i la descendència d'animals premiats és més preuada. Les cabres amb registre, en general, solen tenir un preu més alt, encara que només sigui pel fet que els registres demostren la seva ascendència, la producció i altres dades dels seus pares (sementals), mares i altres ancestres. Una cabra registrada es considera en general una aposta més segura que la compra d'una cabra a l'atzar (com en una fira o una subhasta), pel fet d'existir aquests registres i per la reputació del criador. Alguns clubs infantils, com el 4-H, també permeten exposar cabres. Les exposicions per a nens solen incloure una classe de "habilitat per a exposar",en què es puntua tant la neteja i la presentació tant de l'animal com de l'expositor, així com la capacitat de cuidador i la seva destresa en el maneig de la cabra. En aquests concursos la conformació de l'animal és irrellevant, ja que no és això el que es valora, sinó l'habilitat en exposar l'animal.
Als EUA s'utilitzen diversos sistemes de valoració per punts de les cabres de llet. L'American Dairy Goat Association ("Associació Americana de la Cabra de Llet", ADGA) té un sistema de valoració per punts, amb un total de cent, que té com a principals aspectes valorats l'aparença general, el caràcter lleter de la cabra (trets físics que ajuden a augmentar la producció de llet), la capacitat del cos i, específicament, el sistema mamari. Els animals joves i els bocs es valoren amb uns criteris diferents, amb més èmfasi en l'aspecte general, la capacitat del cos i el caràcter lleter. L'American Goat Society (AGS, "Societat Americana de la Cabra") té un sistema de puntuació similar, però no idèntic, que utilitza en els seus concursos. Les cabres lleteres miniatura (races "enanes") poden valorar-se per qualsevol dels dos sistemes. El sistema de puntuació de les cabres d'Angora utilitzat per la Colored Angora Goat Breeder's Association (CAGBA, "Associació de Criadors de Cabra d'Angora de Color"), i que valora tant cabres blanques com de color, inclou l'avaluació de la llana de l'animal (color, densitat, uniformitat, finor) i la conformació general del cos. Són motius de desqualificació una boca deformada, cames mal disposades, peus deformats, cames tortes, anormalitats als testicles o la seva absència, més de tres polzades de divisió en l'escrot, i banyes massa juntes o tortes.

## Les cabres a la cultura, religió, mitologia i folklore

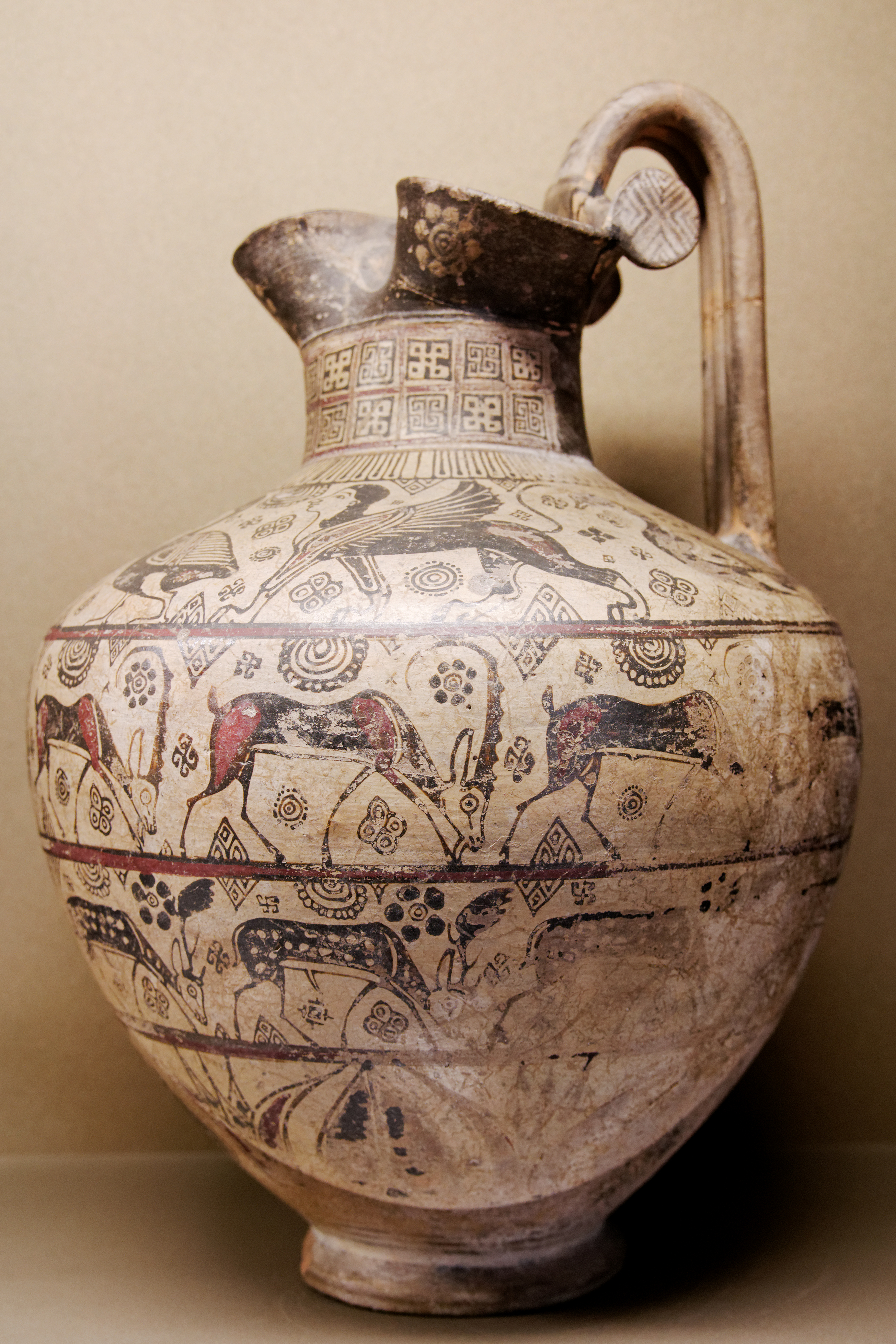
Una antiga enòcoa grega amb la representació de cabres salvatges

Segons la mitologia nòrdica, Thor, el déu del tro, té un carro que és tirat per dues cabres, Tanngnjóstr i Tanngrisnir. Cada nit, després d'acampar, Thor es menja la carn de les cabres, però tenint compte que tots els ossos romanguin conjunts. En acabat, embolica totes les restes, i al matí, les cabres sempre tornen a la vida per a tirar del carro. El fill d'un pagès que un dia estava convidat a compartir l'àpat amb Thor va trencar una de les cames de les cabres per xuclar-ne el moll de l'os. La cama de l'animal va aparèixer trencada al matí, i el nen hagué de servir Thor com a servent per compensar-lo del dany.

Possiblement relacionada, la cabra de Yule és una de les tradicions i símbols nadalencs més antics del nord d'Europa i Escandinàvia. La cabra de Yule es referia originàriament a la cabra que era sacrificada pels voltants del Yule (festivitat nòrdica del solstici d'hivern). La versió moderna de la figura de cabra de Yule és una cabra decorativa feta amb palla i lligada amb cintes vermelles, un ornament nadalenc popular que normalment es posa sota l'arbre de Yule o arbre de Nadal. D'aquest ornament també se'n fa versions grans que s'erigeixen en alguns pobles i ciutats nòrdiques pels volts de Nadal, tradició que va començar amb la cabra de Gävle a la dècada de 1960. La cabra de Yule es relaciona també amb la tradició d'anar porta per porta cantant nadales a canvi de menjar i beguda, normalment fruita, dolços i caramels, similar a la tradició britànica del wassailing, totes dues amb arrels paganes. 

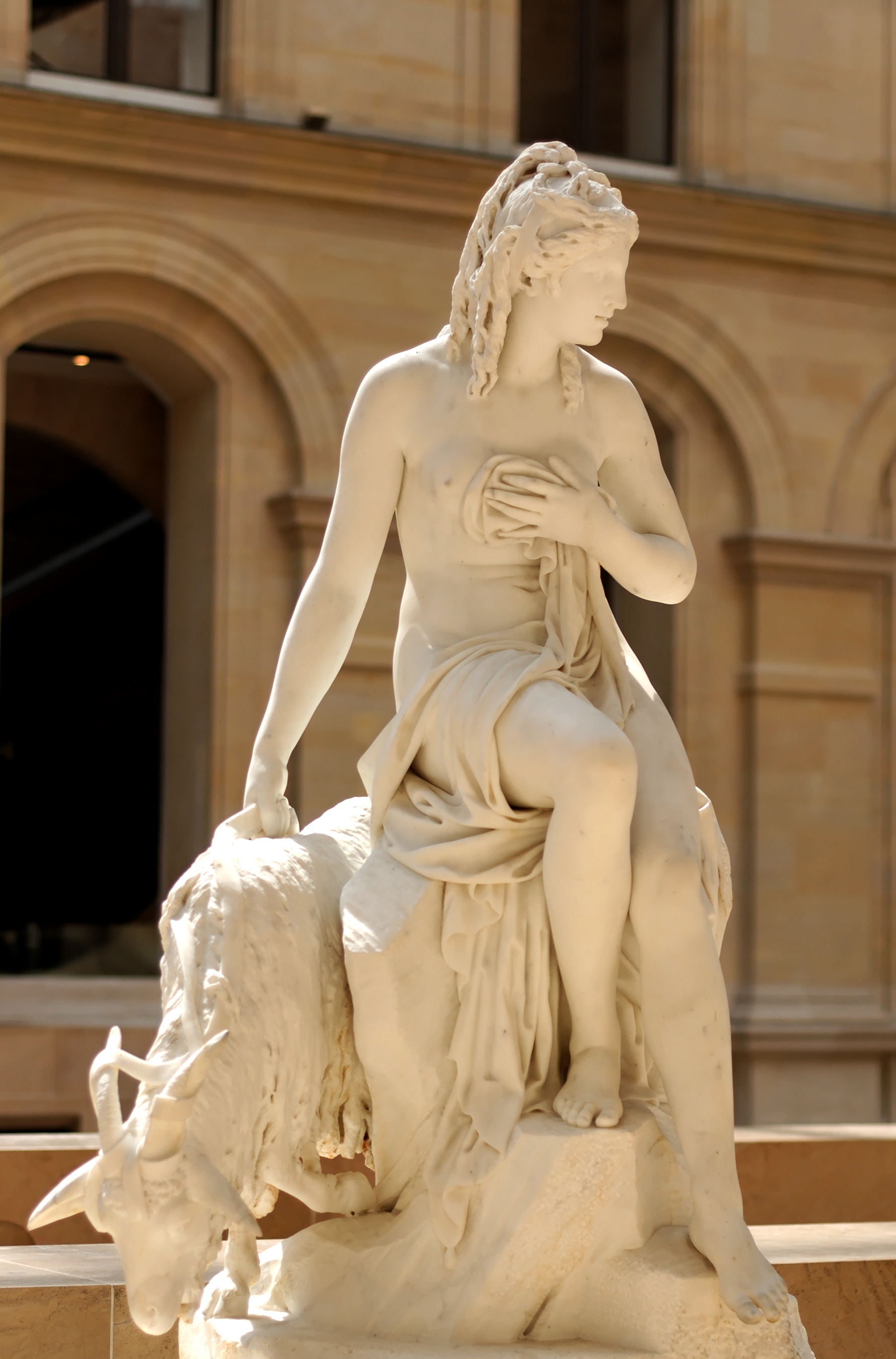
Amalthée et la chèvre de Jupiter (Amaltea i la cabra de Jupiter); encarregada el 1787 per la reïna de França per a la Lleteria Reial de Rambouillet

La cabra és un dels animals que forma part del cicle de dotze anys del Zodíac xinès, relacionat amb el calendari xinès. Cada animal s'associa amb certs trets de la personalitat; els nascuts a l'Any de la Cabra es preveu que sigui tímids, introvertits, creatius i perfeccionistes.
Els actors grecs es vestien amb pells de cabra, fet que hauria originat la paraula tragèdia, tot i que altres fonts afirmen que era una cabra l'animal que se sacrificava a Dionís per les festes que incloïen representacions i d'aquí el nom. Diverses criatures híbrides mitològiques de la cultura grega tenen parts de cabra, incloent la Quimera. El signe de Capricorn en el Zodíac occidental es representa generalment com una cabra amb la cua d'un peix. Els faunes i els sàtirs són criatures mitològiques que són part cabra i part humana. El brom (element químic) rep el seu nom de la paraula grega "brόmos", que significa "pudor de boc". El déu grec Pan es diu que tenia la part superior del cos d'un home i les banyes i part inferior del cos d'una cabra. Pan era un déu molt luxuriós, gairebé tots els mites que l'involucren el presentaven a ell perseguint nimfes. També se li atribueix la creació de la flauta de Pan.
Les cabres s'esmenten moltes vegades a la Bíblia. La cabra és considerada un animal "net" per les lleis dietètiques jueves, i se'n sacrificava per un convidat d'honor. També era acceptable per a alguns tipus de sacrifici. Es van fer servir cortines de pèl de cabra per a la tenda que contenia el Tabernacle (Èxode 25: 4). Les seves banyes es poden utilitzar en lloc de banya d'ovelles per fer l'instrument anomenat shofar.
En el Yom Kippur, la festivitat del Dia de l'Expiació, es van triar dues cabres i moltes altres les van seguir. Una d'elles va ser sacrificada, però a la resta se les va deixar escapar cap al desert, simbòlicament emportant-se els pecats de la comunitat. D'aquí prové l'expressió "boc expiatori". A vegades un líder o rei se'ls compara amb un boc que condueix al ramat. Al Nou Testament, Jesús explica la paràbola de "l'ovella i les cabres" (Evangeli de Mateu, 25)

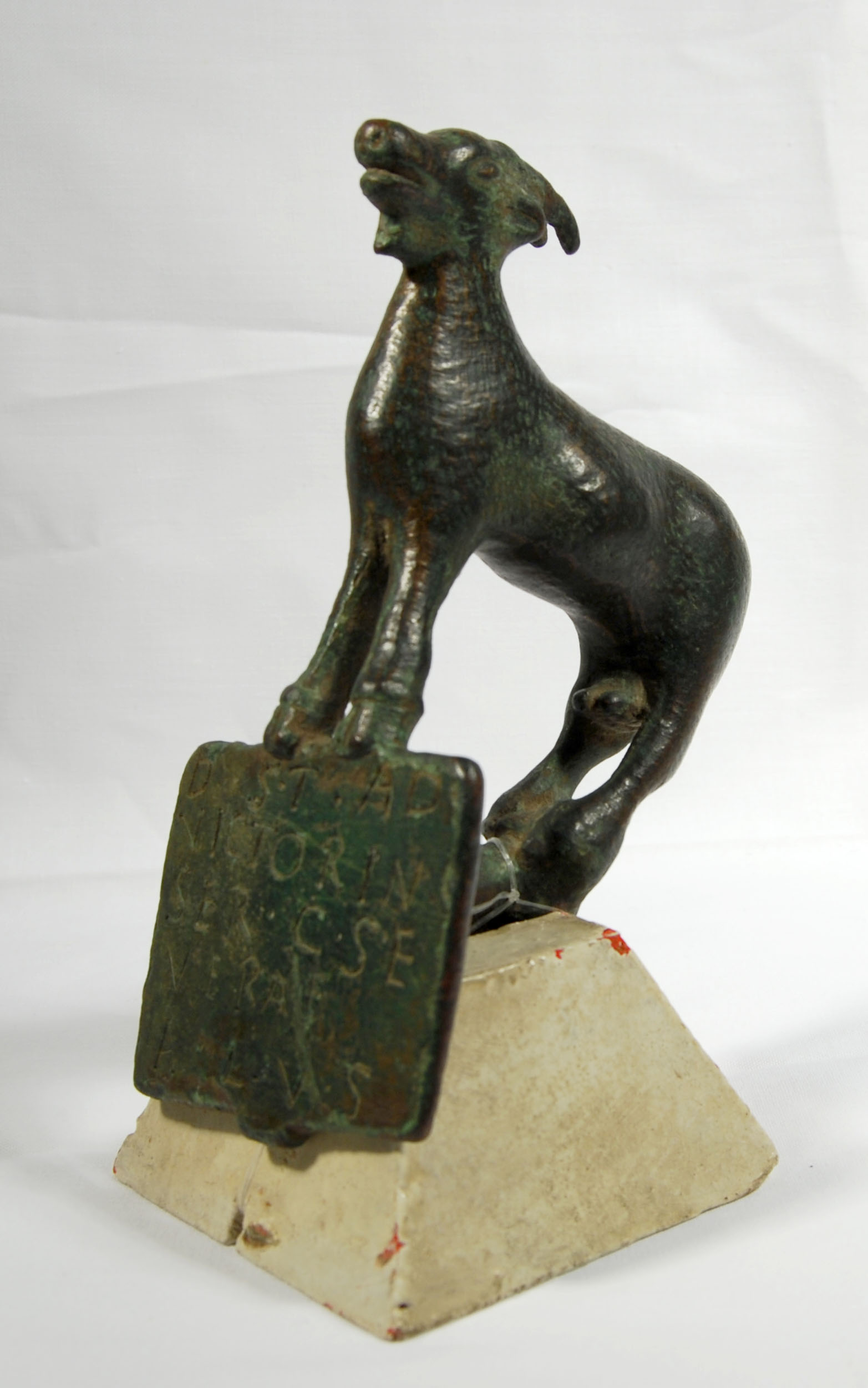
Exvot. Biblioteca Museu Víctor Balaguer. Vilanova i la Geltrú. BMVB-3297

La tradició popular cristiana a Europa associava Satanàs amb imatgeria de cabres, ja que se'l representa amb banyes de boc i de vegades potes animals. Una superstició comuna a l'Edat Mitjana era que les cabres murmuraven frases obscenes a les orelles dels sants. L'origen d'aquesta iconografia prové del déu Pan i dels sàtirs de sexualitat desordenada i, per tant, pecaminosa, accentuada probablement pel comportament dels bocs en zel, paradigma de la luxúria. A les Misses Negres, "misses satàniques" d'origen probablement mitològic, podia usar-se una cabra negra, la forma en què Satanàs suposadament es manifesta per al seu culte. La cabra ha tingut una connexió persistent amb el satanisme i les religions paganes, fins i tot en els temps moderns. El pentagrama invertit o pentacle, un símbol utilitzat en el satanisme, recorda a més a més la forma del cap d'una cabra. El "Bafomet de Mendes" és una figura satànica amb forma de cabra utilitzada a l'ocultisme al segle xix.
Als Països Catalans hi ha diverses tradicions lligades a les cabres. En particular la simbologia i les figures amb aspecte de cabra són presents en moltes colles de diables i el Bestiari popular, com ara el "Mascle Cabró" de l'Aquelarre de Cervera o la Cabra de Reus.
També hi ha moltes dites i frases fetes sobre cabres, moltes d'elles recollides a Viquidites.

## Cabresassalvatjades
Les cabres tornen fàcilment a la vida silvestre (es tornen «salvatges») si se'ls dona l'oportunitat. L'únic animal domèstic que torna a la vida salvatge tan ràpid és el gat. Les cabres assalvatges s'han establert a moltes àrees d'Austràlia, Nova Zelanda, Gran Bretanya, les Galápagos i a altres llocs. Si aquestes cabres troben hàbitats favorables i amb pocs depredadors, la seva proliferació pot esdevenir un problema, especialment en zones sensibles als hàbits agressius de pasturatge de les cabres, podent provocar l'eliminació d'arbustos, arbres i altra vegetació autòctona que alhora serveix d'aliment a altra fauna. A Austràlia s'han estès tant que es consideren una espècie invasora.
No obstant això, en altres circumstàncies en què es mantingui la pressió de depredadors, es pot arribar a un cert equilibri en la cadena alimentària local.